# Alberto Franceschini (Terrorist)
|  | Dieser Artikel wurde auf den Seiten der Qualitätssicherung des Projektes Politiker eingetragen. Hilf mit, ihn zu verbessern, und beteilige dich an der Diskussion! |

Alberto Franceschini (* 26. Oktober 1947 in Reggio nell’Emilia; † 11. April 2025 in Mailand) war gemeinsam mit Renato Curcio, Margherita Cagol und Mario Moretti ein gründendes und leitendes Mitglied der Italienischen linksextremen Terrororganisation Rote Brigaden (Brigate Rosse). Später war er Buchautor und Sozialarbeiter.

## Leben
Die Familie Franceschinis war kommunistisch: Sein Vater wurde in den 1930er Jahren aufgrund antifaschistischer Aktivitäten verhaftet und sein Großvater gehörte zu den Gründern der Kommunistischen Partei Italiens. Schon in jungen Jahren wurde er Mitglied der kommunistischen Jugendorganisation Federazione Giovanile Comunista Italiana (FGCI). Später schloss er sich den Roten Brigaden an.
Franceschini wurde am 8. September 1974, wegen der Gründung einer bewaffneten Bande, der Gründung einer subversiven Vereinigung und wegen Entführung, zusammen mit Curcio in Pinerolo festgenommen. Er war bis 1992 inhaftiert.
Später arbeitete er für die Organisation Associazione Ricreativa Culturale Italiana (ARCI), die im Bereich Kultur und Soziale Arbeit tätig ist, sowie für den Sozialverein Ora d’aria.

## Schriften
- Maria, Renato ed io: storia dei fondatori delle BR
- Che cosa sono le BR (mit Giovanni Fasanella)
  - Alberto Franceschini/Pier V. Buffa/Franco Giustolisi: Das Herz des Staates treffen. Europa Verlag (1990)